# آشپزخانه (فیلم ۱۹۶۱)
«آشپزخانه» (انگلیسی: The Kitchen) یک فیلم است.